# Chameleon Boy
Chameleon Boy (Reep Daggle), también conocido como Chameleon, es un superhéroe que aparece en los cómics estadounidenses publicados por DC Comics, principalmente como miembro de la Legión de Super-Héroes en los siglos 30 y 31.

## Historial de publicaciones
Chameleon Boy apareció por primera vez en Action Comics #267 (agosto de 1960) y fue creado por Jerry Siegel y Jim Mooney.

## Biografía ficticia
Reep Daggle es del planeta Durla, cuyos habitantes son cambiaformas para adaptarse a un entorno destruido por una guerra termonuclear. Tiene piel naranja, orejas puntiagudas y antenas, y no tiene cabello en su forma humanoide habitual. En la continuidad pre-Hora Cero, él era el hijo del financiador de la Legión, R.J. Brande, un Durlan que se había congelado en forma humana después de contraer una enfermedad y una Durlan femenina llamada Zhay. Reep no supo que Brande era su padre durante muchos años; él y su hermano gemelo Liggt fueron criados por su tía materna Ji. Como los nativos de la Tierra veían a los Durlan con sospecha, Reep solicitó ser miembro de la Legión para dar un ejemplo positivo para contrarrestar ese prejuicio y descubrió que la Legión estaba de acuerdo con sus objetivos además de sus talentos para inducirlo. Gracias en parte a sus excepcionales habilidades deductivas, es nombrado jefe permanente del Escuadrón de Espionaje de la Legión.
Chameleon Boy fue sentenciado a encarcelamiento en el mundo carcelario Takron-Galtos por sus actividades de espionaje contra los Khunds, y fue liberado después de su heroísmo en The Great Darkness Saga.

### Reinicio deHora Cero
Después de la Hora Cero, Reep era conocido simplemente como 'Chameleon' y no estaba relacionado con R.J. Brande. Esta vez, era el hijo del líder espiritual de Durla y heredero de ese título, aunque durante mucho tiempo se negó a aceptarlo, creyendo que servía mejor a su gente como parte de la Legión.

### 2005 "Botas de tres"
En el reinicio de 2005 de Legión, el personaje todavía se conocía como Chameleon, pero ahora es un humanoide andrógino. Chameleon todavía puede cambiar de forma y sigue siendo un maestro detective. Una pequeña diferencia con las versiones anteriores del personaje es que su forma predeterminada no suele tener antenas visibles, aunque las produce para analizar objetos desconocidos.

### Post-Crisis Infinita
En Crisis infinita Chameleon Boy está incluido en la Legión, pero se considera "desaparecido"; Superman # 696 muestra que Chameleon Boy se ha hecho pasar por Control, una mujer joven que ayuda a dirigir la Policía Científica en el siglo XXI. Como se revela en Adventure Comics vol. 2 #8, Chameleon Boy es parte de un equipo secreto enviado al siglo XXI por el difunto RJ Brande para salvar el futuro en la historia de Last Stand of New Krypton.
En la secuela de "Watchmen", "Doomsday Clock", Chameleon Boy se encuentra entre los miembros de la Legión de Super-Héroes que aparecen en el presente después de que el Doctor Manhattan deshiciera el experimento que borró la Legión de Super-Héroes y la Sociedad de la Justicia de América.

## Poderes y habilidades
Chameleon Boy tiene la misma habilidad de cambiar de forma que es innata entre toda su gente. Pueden tomar la forma de cualquier objeto u organismo que su cuerpo pueda 'escanear' con sus antenas y transformarse en él en segundos. Reep puede cambiar a formas tanto más grandes como más pequeñas que él, creando o descartando masa a su antojo. También puede alargar partes de su cuerpo con esta creación de exceso de masa, así como reorganizar sus órganos internos y tejidos como los ojos, la nariz, el corazón, etc. Es un hábil imitador de voz para acompañar sus disfraces. Debido a estas hazañas, se le considera uno de los cambiaformas de Durlan más poderosos y versátiles.

## Equipo
Como miembro de la Legión de Super-Héroes, se le proporciona un anillo de vuelo de la Legión. Le permite volar y lo protege del vacío del espacio y otros entornos peligrosos.

## En otros medios

### Televisión
- Reep Daggle como Chameleon Boy aparece en el episodio de Superman: la serie animada, "New Kids in Town", con la voz de Jason Priestley. Él, Saturn Girl y Cosmic Boy viajan en el tiempo para evitar que Brainiac mate a Clark Kent antes de que pueda convertirse en Superman.
- Reep Daggle como Chameleon Boy hace una aparición sin hablar en el episodio de Liga de la Justicia Ilimitada, "Far From Home".
- Reep Daggle como Chameleon Boy aparece en Legion of Super Heroes, con la voz de Alexander Polinsky. Esta versión es más joven, se convierte principalmente en animales y, en general, es divertido y bromista, aunque puede ser serio si es necesario y está preparado para romper las reglas de la Legión si cree que son injustas.
- Reep Daggle como Chameleon Boy aparece en Young Justice, con la voz de Dee Bradley Baker. Esta versión luce una apariencia de reptil. El se une a Phantom Girl y Saturn Girl para viajar en el tiempo para evitar que Lor-Zod mate a Superboy y asegurar la existencia de la Legión de Super-Héroes.

### Varios
Reep Daggle como Chameleon Boy aparece en la temporada 11 de Smallville.

## Impacto cultural
Cuando era niño, al escritor de historietas Peter Hogan le gustaba la estética del diseño de Chameleon Boy. Cuando él y el artista Steve Parkhouse estaban creando Resident Alien, Hogan le pidió específicamente a Parkhouse que basara la apariencia del personaje principal en el héroe de DC.